# Madrela madrela
Madrela madrela är en spindelart som beskrevs av Rudy Jocqué 1991. Madrela madrela ingår i släktet Madrela och familjen Zodariidae.
Artens utbredningsområde är Madagaskar. Inga underarter finns listade i Catalogue of Life.